# Mượn hồn đoạt xác
Mượn hồn đoạt xác (tên tiếng Anh: Bring Her Back) là bộ phim kinh dị của bộ đôi đạo diễn Danny và Michael Philippou, với kịch bản được đồng chấp bút bởi Danny và Bill Hinzman. Phim sẽ có sự tham gia diễn xuất của Sally Hawkins và Billy Barratt.

## Diễn viên
- Sally Hawkins thủ vai Laura
- Billy Barratt thủ vai Andy
- Sora Wong thủ vai Piper
- Jonah Wren Phillips thủ vai Oliver
- Sally-Anne Upton thủ vai Wendy
- Stephen Phillips thủ vai Phil
- Mischa Heywood thủ vai Cathy
- Liam Damons
- Olga Miller thủ vai Macia

## Sản xuất
Vào tháng 4 năm 2024, đã có thông tin về việc Danny và Michael Philippou đang chuẩn bị phát triển một bộ phim kinh dị mới sau Gọi hồn quỷ dữ với hai nhà sản xuất là Samantha Jennings và Kristina Ceyton tại Causeway Films. Phim sẽ có sự tham gia của Sally Hawkins trong vai chính và sẽ được hãng A24 phân phối toàn cầu. Kịch bản của phim được biên kịch bởi Danny Philippou và Bill Hinzman,  và sẽ được sản xuất bởi RackaRacka với sự tài trợ từ  South Australian Film Corporation. Vào cuối tháng 5, Billy Barratt, Jonah Wren Phillips, Sally-Anne Upton, Stephen Phillips, Sora Wong và Liam Damons đồng loạt được xác nhận sẽ tham gia vào dàn diễn viên của phim.
Quá trình quay phim chính được bắt đầu vào tháng 6 năm 2024. Bộ đôi nhà Philippou đã quay trở lại quê nhà Nam Úc của họ để tiến hành quay phim tại Adelaide và các khu vực lân cận xung quanh như Lightsview.